# Phaio quadriguttata
Phaio quadriguttata är en fjärilsart som beskrevs av Paul Dognin 1909. Phaio quadriguttata ingår i släktet Phaio och familjen björnspinnare. Inga underarter finns listade i Catalogue of Life.